# Otto Jäger (Politiker, 1827)

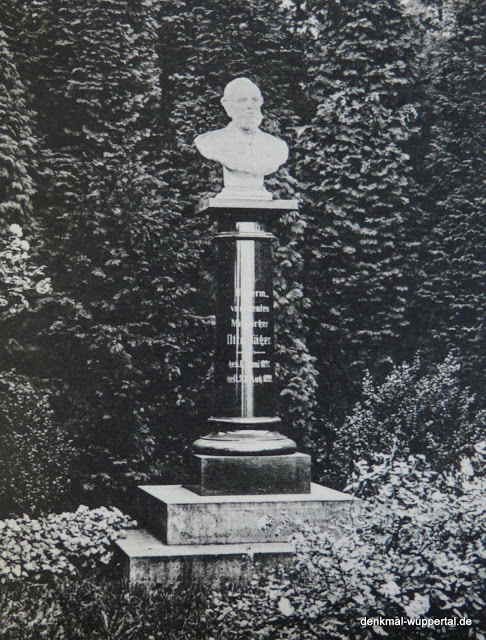
Otto-Jäger-Denkmal, Aufnahme spätestens 1922

Otto Jäger (* 6. Juni 1827; † 23. August 1892) war ein deutscher Fabrikant in Barmen und Mitglied des Rheinischen Provinziallandtages.

## Leben
Otto Jägers Eltern waren der Fabrikant und Stadtrat Karl Jäger (* 19. Juli 1792 in Barmen; † 4. Januar 1871 ebenda) und dessen Ehefrau Carolina Elisabeth Paulus (1801–1874). Seine Brüder waren Hugo (1823–1896) und Ernst Rudolf (1842–1922). Seine Schwester Sophie Pauline heiratete den Begründer der Cellulosefabrik Attisholz (Schweiz), Benjamin Sieber.
Jäger war Mitinhaber der Barmer Farbenfabrik Carl Jäger in der Viktoriastraße 4. Er war Provinziallandtagsabgeordneter, Mitglied der Handelskammer in Barmen seit ihrer Einrichtung 1871, Direktionsmitglied der Barmer Baugesellschaft für Arbeiterwohnungen seit deren Gründung 1872 und Mitglied des Barmer Bankvereins. Zudem förderte er die Anstalt für verlassene Kinder sowie Kunst und Wissenschaft. Von 1880 bis zu seinem Tod 1892 war er stellvertretender Vorsitzender des Barmer Verschönerungsvereins. Im August 1890 wurde er Vorsitzender im Komitee zur Verschönerung der Unterbarmer Anlagen. Unter seiner Führung wurden hier Wege angelegt und südlich des Unterbarmer Friedhofs die Kaiser-Friedrich-Höhe gestaltet.

## Ehrungen

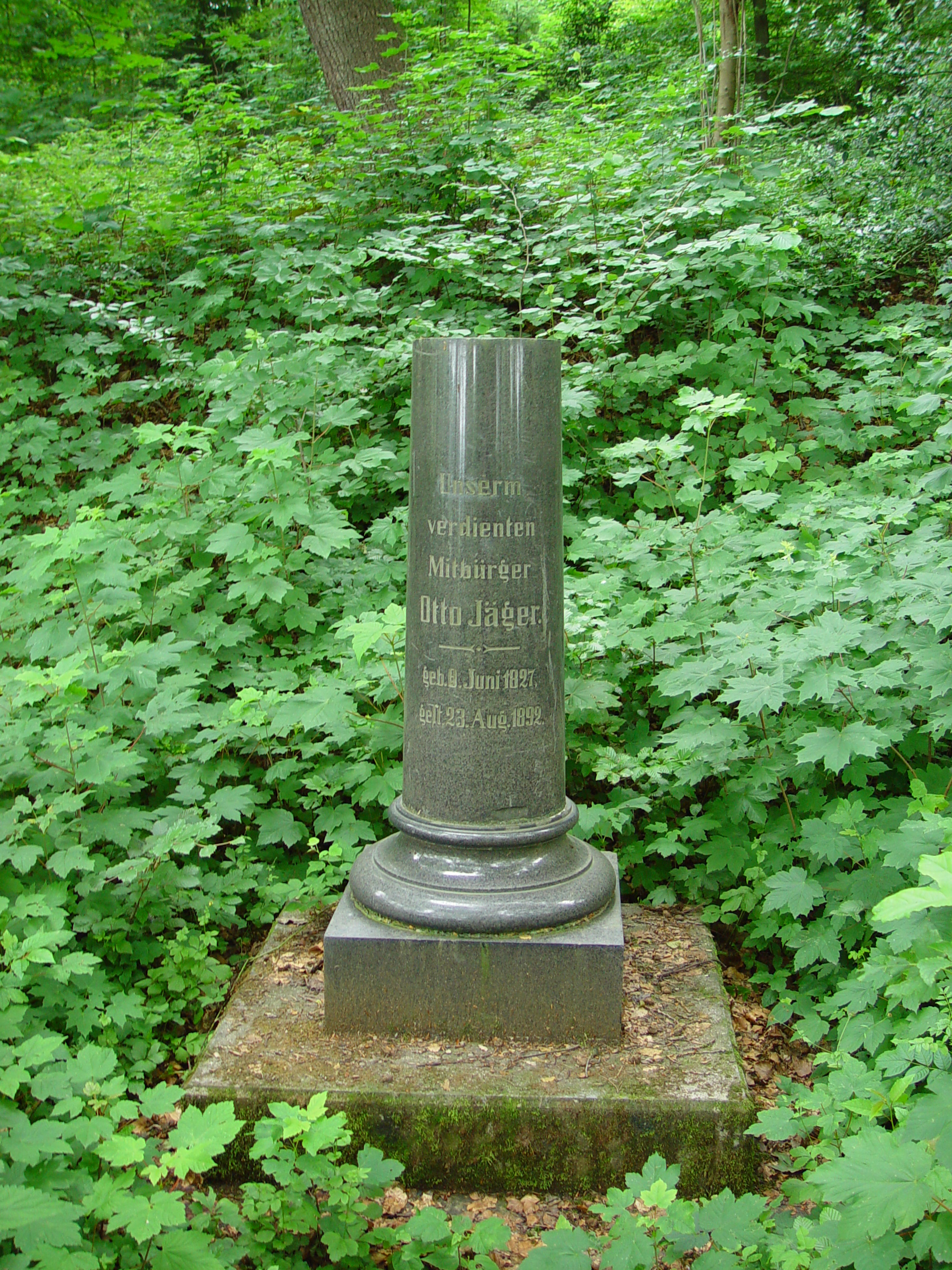
Verbliebene Säule des Denkmals, 2007

Otto Jäger war Ehrenbürger der Stadt Barmen.
Am 11. April 1893 kam es zur Auftragsvergabe für ein Otto-Jäger-Denkmal an den Bildhauer Paul Disselhoff, der für knapp 1500 Mark eine Marmorbüste fertigte, und an den Steinbildhauer Friedrich Backhaus senior, der für 1300 Mark die Säule schuf. 1957 berichtete die Neue Rhein-Zeitung über den desolaten Zustand des Denkmals. Die Stadt Wuppertal ließ die Säule 1964 entfernen und lagerte sie auf dem Ehrenfriedhof Barmen. Später wurde die Säule vom Barmer Verschönerungsverein an der Lönsstraße zum städtischen Depot im Nordpark transportiert. Nach einer Medieninitiative der Wuppertaler Rundschau 1992 wurde sie am ursprünglichen Standort, ohne die verloren gegangene Marmorbüste, auf dem Plateau hinter dem Leimann’schen Lokal zwischen der Oberbergischen Straße und dem Eisenlohr-Denkmal wieder aufgestellt.